# Alatyr (ville)
Pour les articles homonymes, voir Alatyr.
Alatyr (en russe : Алатырь ; en tchouvache : Улатăр) est une ville de la république de Tchouvachie, en Russie. Sa population s'élevait à 35 298 habitants en 2017.

## Géographie
Alatyr est arrosée par la rivière Soura, à son point de confluence avec la rivière Alatyr. Elle se trouve à 131 km au nord-ouest d'Oulianovsk, à 149 km au sud-sud-ouest de Tcheboksary et à 577 km à l'est de Moscou.
Actuellement (2022), sous l'impulsion d'un nouveau maire et de divers budgets, la ville connaît des changements du fait de réparation des routes, nouveaux trottoirs, zones pour les enfants et bientôt zone piétonne/promenade avec cafés et terrasses.

## Histoire
Alatyr est l'une des cités les plus anciennes de Tchouvachie, fondée en 1552 comme poste fortifié. Elle obtint le statut de ville en 1780 et gagna une grande importance économique grâce à la construction en 1894 de la voie ferrée Moscou – Riazan – Kazan.
Alatyr a été au tout début un village de quatre maisons puis en 1552 les troupes d'Ivan le Terrible, allant attaquer Kazan et composées de beaucoup d'archers ont installé à l'emplacement actuel de la ville le camp des archers (on peut à ce jour rencontrer la rue des Archers ou la rue des Tireurs). Les troupes se déplaçant parfois avec familles et commerçants, ce sont tous ces gens qui ont finalement fondé la ville.

## Population
Recensements (*) ou estimations de la population
| 1795  | 1825  | 1897*  | 1926*  | 1939*  | 1959*  |
| ----- | ----- | ------ | ------ | ------ | ------ |
| 2 830 | 3 565 | 12 209 | 22 374 | 29 782 | 40 074 |

| 1970*  | 1979*  | 1989*  | 2002*  | 2006   | 2010*  |
| ------ | ------ | ------ | ------ | ------ | ------ |
| 43 499 | 45 272 | 46 593 | 43 161 | 42 406 | 38 203 |

| 2012   | 2013   | 2014   | 2015   | 2016   | 2017                             |
| ------ | ------ | ------ | ------ | ------ | -------------------------------- |
| 37 518 | 37 042 | 36 610 | 36 123 | 35 591 | 35 298 2020 = 33545 + 2 Français |

## Économie
L'économie d'Alatyr repose sur l'industrie électrotechnique. Les principales entreprises sont :
- OAO Zavod Elektropribor (en russe : ОАО Завод Электроприбор) : usine fondée en 1958, spécialisée dans l'équipement électrique pour l'automobile et l'aéronautique, 750 salariés.
- OAO Elektroavtomat (en russe : ОАО Электроавтомат) : fondée en 1960, équipement électrique (capteurs, commutateurs, disjoncteurs, microrupteurs, etc)

Depuis 2021 de nouveaux dirigeants sont arrives dans certaines usines et de nouvelles productions sont arrivees faisant employer de nouveaux specialistes